# Panorama (TVP)
Panorama – polski program informacyjny Telewizji Polskiej emitowany od 2 września 1991 roku. Od początku emisji do 1 września 2024 roku program ukazywał się na antenie TVP2, 24 sierpnia 2017 roku zaczął ukazywać się na antenie TVP Info, a 15 stycznia 2007 roku w Internecie (początkowo pod adresem itvp.pl, a następnie za pośrednictwem serwisu vod.tvp.pl i oficjalnej strony internetowej programu panorama.tvp.pl).
W roku 2022 Panorama była piątym najchętniej oglądanym programem informacyjnym w Polsce ze średnią widownią wynoszącą 1,45 mln osób.

## Historia
Pierwsze wydanie wyemitowano 2 września 1991 roku, zastępując podobny program istniejący od 30 marca 1987 roku pod nazwą Panorama dnia.
15 stycznia 2007 roku uruchomiono możliwość oglądania wydań programu w Internecie razem z innymi programami informacyjnymi TVP (Wiadomości, Teleexpress) w ramach usługi VOD i równoległą emisją programu na żywo w serwisie internetowym Telewizji Polskiej – itvp.pl.
Od 3 listopada 2008 roku rozpoczęła się emisja Panoramy z nowego studia (zaprojektowanego przez Magdalenę Kujszczyk), z nową oprawą graficzną (stworzoną przez firmę Mojotribe) oraz muzyczną (którą skomponował Piotr Majchrzak), jednak została ona zmieniona 22 czerwca 2009 r. – wtedy wykorzystano nieco zmodernizowany motyw muzyczny skomponowany przez Michała Lorenca dla Panoramy w 2005 roku.
Od 1 marca 2010 roku rozpoczęto emisję programu z nową oprawą graficzną.
Od 14 lutego 2011 roku Panorama emitowana jest w formacie 16:9. Według danych Nielsen Audience Measurement w 2011 roku program oglądało 1,7 mln widzów. Od 1 czerwca 2012 roku, w związku z uruchomieniem TVP2 w jakości HD, program był konwertowany do jakości HD, a od 21 kwietnia 2016 roku obraz ze studia Panoramy jest emitowany w HD. Od 24 sierpnia 2017 roku program jest równolegle do TVP2 emitowany na antenie TVP Info.
Od 19 kwietnia 2020 do 19 listopada 2023 roku Panorama emitowana była w studiu Wiadomości przy pl. Powstańców Warszawy 7 w Warszawie. Pomieszczenia w siedzibie Telewizyjnej Agencji Informacyjnej przy placu Powstańców Warszawy, z których wcześniej nadawano serwis zostały zamknięte i stanowić miały rezerwę na wypadek, gdyby okazało się, że z powodu zakażenia koronawirusem nie można korzystać z innego studia. Podobnie do studia sztandarowego serwisu informacyjnego Telewizji Polskiej przeniesiono Teleexpress, który również był realizowany w siedzibie TAI.
Od 20 listopada 2023 do 19 grudnia 2023 Panorama była nadawana z nowego studia, podobnie jak Teleexpress. Studio było używane tylko przez miesiąc z powodu zmian w telewizji publicznej z dnia 19 grudnia 2023 roku, od 11 marca 2024 to studio korzysta z TVP World.
Od 20 grudnia 2023 roku program nie był emitowany. Po przerwie pojawił się w środę 10 stycznia 2024 roku, zaś pora emisji głównego wydania została zmieniona na 22:30 w dni powszednie oraz 22:20 w soboty i niedziele. Od tego momentu program nadawany jest ze studia w siedzibie TVP przy ul. Jana Pawła Woronicza 17 w Warszawie. Pod koniec lipca 2024 roku Telewizja Polska S.A. poinformowała o zakończeniu emisji programu w TVP2 i równoczesnym wydłużeniu programu w TVP Info o 15 minut i wyłącznej jego emisji na antenie tej stacji telewizyjnej. 30 sierpnia 2024 podano informację o dodaniu bocznego wydania Panoramy o 18:00 trwającego 15 minut od 9 września 2024 roku. Ostatnie wydanie programu na antenie TVP2 zostało wyemitowane w niedzielę 1 września 2024.

## Redaktorzy naczelni Panoramy
- Jacek Skorus (październik 2009–styczeń 2016)
- Piotr Lichota (styczeń–lipiec 2016)
- Aneta Kołodziej (21 lipca 2016–5 listopada 2018)
- Adam Krzykowski (7 listopada 2018–20 grudnia 2023)
- Jarosław Kulczycki (10 stycznia–24 grudnia 2024)[8][14]
- Ewa Strzelec (od 25 grudnia 2024)[14][15]

## Prezenterzy

### Obecnie
- Piotr Jędrzejek (od 15.01.2024)[8]
- Justyna Śliwowska-Mróz (od 27.01.2024)[16][17]
- Ewa Gajewska (od 4.04.2024)[18][19][17]
- Marcin Kowalski (od 6.12.2024)[20]

### Dawniej
- Magdalena Olszewska (1991–1993)[21]
- Henryk Szrubarz (1991–1993)[21]
- Marcin Zimoch (1991–1993)[21]
- Jacek Bochenek (1992–1993)[21]
- Zbigniew Krajewski (1992–1993)[22]
- Krzysztof Nowak (1992–1993)[22]
- Monika Jóźwik (1991–1994)[21]
- Małgorzata Ziętkiewicz (1991–1997)[21]
- Grzegorz Kozak (1993–1997)[21]
- Michał Maliszewski (1993–1997)[21]
- Krystyna Antosik (1991–1999)[21]
- Robert Kowalski (1993–1999)[21]
- Sławomir Matczak (1993–1999)[21]
- Sławomir Zieliński (1993–1999)[21]
- Anna Popek (1994–1999)[21]
- Adriana Niecko (1997–1998 i 2000)[21]
- Wiesław Stefaniak (1993–2001)[21]
- Joanna Ładzińska-Molak (1994–2001)[21]
- Witold Laskowski (2001)[21]
- Krystyna Czubówna (1991–2002)[21]
- Bożena Targosz (1991–2002[23])[21]
- Lech Kaczmarek (1993–2002)[21]
- Małgorzata Wiśniewska (1997–2002)[21]
- Joanna Rusak-Rdzeniewska (1998–2000 i 2003)[21]
- Dorota Warakomska (2001–2004)[21]
- Beata Borocka (2003–2004)[21]
- Ewa Godlewska-Bunda (1992–2005)[21]
- Dariusz Łukawski (1993–2000 i 2002–2005)[21]
- Marcin Leśkiewicz (2006)[21]
- Krzysztof Ziemiec (2006–2007)[21]
- Danuta Dobrzyńska (2003–2008)[21]
- Olimpia Górska-Żukowska (2006–2009)[21]
- Katarzyna Trzaskalska (2008–2009)[21]
- Marcin Szczepański[21]
- Maciej Winiarski[21]
- Karolina Kozińska[21]
- Andrzej Turski (2002–2013)[21]
- Joanna Racewicz (1999–2006 i 2011–2016)[21]
- Hanna Lis (2012–2016)[21]
- Iwona Kutyna (2006–2010 i 2016)[21]
- Magdalena Gwóźdź (2010–2017)[21]
- Marta Budzyńska-Giersz[21]
- Mariusz Pietrasik[21]
- Marta Piasecka[21]
- Paulina Drapała[21]
- Magdalena Stankiewicz (2016–2018)[21]
- Tomasz Marciniuk (2017–2019)[21]
- Zuzanna Falzmann (2019, wyd. weekendowe)[21]
- Marta Kielczyk (1999–2022)[21]
- Tomasz Wolny (2014–2023)[21]
- Karol Gnat (2016–2023)[21]
- Adam Krzykowski (2019–2023, od 2010 wyd. przedpołudniowe i flesze)[21]
- Agnieszka Oszczyk (2022–2023)
- Adam Giza (2023)
- Joanna Bukowska-Kasprzak (2002–2023)[21]
- Łukasz Miąsik (2017–2023)[21]
- Monika Kapinos (2019–2023)[21]
- Robert El Gendy (2022–2023)[21]
- Monika Andrzejczak (2023)
- Daniel Jagielski (2023)
- Jarosław Kulczycki (2004–2006, 10.01.2024–24.12.2024)[14][21][8]

## Pora emisji i dodatkowe serwisy

### Obecnie
- 18:00 – boczne wydanie trwające 15 minut codziennie
- 21:45 – główne wieczorne wydanie
- 17:35 – Panorama flesz, skrót najważniejszych informacji, uwzględniane są także prognozy pogody, zapowiada wydanie o 18.00[24]

### Dawniej
- 7:00 – od poniedziałku do soboty (od 5 września 1994 do 21 czerwca 1997)
- 7:30 – od poniedziałku do soboty (od 2 września 1991 do 29 sierpnia 1992 i od 28 czerwca 1993 do 3 września 1994)
- 8:00 – od poniedziałku do soboty (od 31 sierpnia 1992 do 26 czerwca 1993)
- 8:50 – flesz w ramach programu Pytanie na śniadanie, od poniedziałku do piątku (od 2017 do 20 grudnia 2023)[25]
- 10:35 – wydanie przedpołudniowe w ramach programu Pytanie na śniadanie, od poniedziałku do piątku (od 1 marca 2017[26] do 20 grudnia 2023)[25]
- 11:00 – od poniedziałku do piątku (od 5 kwietnia 1993 do 29 kwietnia 1994)
- 11:00 – flesz w ramach programu Pytanie na śniadanie, w soboty
- 13:00 – od poniedziałku do piątku, w latach 90. rozbudowane o Panoramę gospodarki (od 5 kwietnia 1993 do 30 grudnia 2005)
- 16:00 – od poniedziałku do piątku (od 28 czerwca 1993 do 6 kwietnia 2007), w XXI wieku z językiem migowym; wznowienie jako Panorama świat (od 4 stycznia 2011 do 10 czerwca 2011); przekształcenie w Panoramę kraj (od 13 czerwca 2011 do 28 lutego 2017), okresowe przesunięcia na godziny wcześniejsze:
  - 15:30 – od 3 marca 2014 do 27 czerwca 2014
  - 15:40 – od 9 listopada 2015 do 28 lutego 2017
  - 15:45 – od 6 września 2011 do 30 grudnia 2011 i od 3 września 2012 do 28 lutego 2014
  - 15:50 – od 31 sierpnia 2015 do 6 listopada 2015
- 16:30 – codziennie (od 2 września 1991 do 27 czerwca 1993)
- 18:00 – codziennie (od 28 czerwca 1993 do 5 września 1999; od 1 marca 2010 do 19 grudnia 2023; od września 2024)[21][25][27]
- 18:30 – codziennie (od 5 kwietnia 1993 do 25 czerwca 1993, od 6 września 1999 do 1 stycznia 2007, od 3 września 2007 do 21 czerwca 2009)
- 18:45 – codziennie (od 2 stycznia 2007 do 2 września 2007)
- 21:00 – codziennie (od 2 września 1991 do 22 czerwca 1997, od 6 września 1999 do 24 czerwca 2001, od 3 września 2001 do 29 maja 2002)
- 21:30 – codziennie (od 3 września 2007 do 31 grudnia 2007)
- 22:00 – codziennie (od 23 czerwca 1997 do 5 września 1999, od 25 czerwca 2001 do 2 września 2001, od 30 maja 2002 do 2 września 2006, od 1 stycznia 2007 do 2 września 2007, od 1 do 8 września 2024)
- 22:20 – główne wieczorne wydanie, w soboty (od 10 stycznia do 1 września 2024)[28]
- 22:30 – codziennie (od 3 września 2006 do 31 grudnia 2006, od 10 stycznia do 1 września 2024[29])
- 22:45 – codziennie (od 22 czerwca 2009 do 28 lutego 2010)
- 0:00 – codziennie (od 2 września 1991 do 22 czerwca 1997, od 2 marca 2008 do 31 sierpnia 2008)
- 0:30 – codziennie (od 1 września 2008 do 1 marca 2009)[21]

Programy dodatkowe:
- W Pytaniu na śniadanie nadawana była ponadto Pogoda (o 7:30, 7:55, 8:30, 9:30 i 10:10)

Po wydaniu o 18:00:
- Panorama opinii (od poniedziałku do piątku o 18:20), program publicystyczny nadawany w TVP Info[21]

Po wydaniu o 22:00:
- Sport (o 22:25), prowadzili dziennikarze TVP Sport
- Pogoda (o 22:30), prowadzili Monika Andrzejczak, Waldemar Dolecki, Celestyna Grzebyta, Mariusz Kłopecki, Aleksandra Kostka, Ziemowit Pędziwiatr i Marzena Słupkowska

Programy dodatkowe:
- Po przecinku, program publicystyczny nadawany w TVP Info[21]
- Sport telegram[21]

#### Wydania specjalne
- W okresie żałoby narodowej po katastrofie polskiego Tu-154 w Smoleńsku (10 kwietnia – 18 kwietnia 2010) nadawane były specjalne wydania "Panoramy" o 8:30, 14:00, 16:00, 18:00, 22:45 i 0:00[21].
- 20 maja – 28 maja 2010, 22:45 – seria wydań dotycząca sytuacji powodziowej w Polsce[21].

## Wydania w internecie
15 stycznia 2007 roku uruchomiono możliwość oglądania wydań programu w Internecie w ramach usługi VOD i równoległą emisją programu na żywo w serwisie internetowym Telewizji Polskiej – itvp.pl. Na stronie internetowej tvp.pl można oglądać wydania Panoramy z godziny 11:00 (od poniedziałku do piątku) i 18:00 z ostatnich dwóch tygodni. Od 1 marca 2012 roku do 21 grudnia 2023 roku pod adresem www.panorama.tvp.pl działa oficjalna strona internetowa programu.

## Czołówki
| Lata                                       | Opis |
| ------------------------------------------ | --- |
| 2 września 1991 - 29 lutego 1992           | Widok na czteroramienne lądowisko w kosmosie, a wokół niego zielone geometryczne kontury, następnie po tych konturach wędrujące kolejno: kula, stożek i sześcian. Następnie na lądowisku pojawia się satelita z anteną satelitarną (w międzyczasie pod lądowiskiem przewijają się zielone pasy), następnie najazd na satelitę od dołu i pojawia się zielona kula ziemska, do której wysyłane są zielone fale z satelity. Na kuli ziemskiej zaznaczona jest Polska, której obszar pokazany jest w kolorze biało-czerwonym.                                      |
| 1 marca 1992 - 19 stycznia 1997            | Kula ziemska na tle nieba o różnych porach dnia (w wydaniach porannych - wschód słońca, w wyd. wieczornych - zachód słońca, itd.), następnie pojawiała się niebieska mapa świata na srebrnym tle, które się zazębia, a u dołu ekranu złoty napis "Panorama" (do sierpnia 1992 napis był pisany inną czcionką). |
| 20 stycznia 1997 - 30 listopada 1997       | Animowana kula ziemska widoczna z kosmosu, którą przy biegunach przecinają słońce i księżyc. Powstaje pierścień, który się obraca, na nim turkusowa mapa świata. Na koniec pojawia się złoty napis "Panorama" (zamiast litery "O" jest duża kula ziemska). |
| 1 grudnia 1997 - 30 kwietnia 2002          | Przesuwające się zdjęcia i napisy na tle obracającego się astrolabium i kuli ziemskiej, a potem złoty napis "Panorama" (zamiast litery "O" jest kula ziemska), oprawa posiadała dwie wersje kolorystyczne: srebrno-turkusowa (1997-1999) i niebieska (1999-2002). |
| 1 maja 2002 - 2 października 2005          | Na początek jest puste niebieskie tło i wlatująca mała kula. A potem niebieskie i zielone pasy przenikają się z mapą świata, Polski i kulą ziemską. Na koniec wspomniana na początku kula wlatuje do litery "O" i występuje tam zamiast niej. W prawym górnym rogu pojawia się mniejszy napis "Panorama" (zamiast litery "O" jest niebieska kula) i obok był mały zmieniony kwadrat z kolorów niebieskiego na zielony. |
| 3 października 2005 - 15 października 2006 | Kula ziemska składająca się z kawałków, następnie deszcz linii. W tym samym czasie widoczny jest napis "Panorama" z kulą ziemską jako literą "O". Kolorystyka pomarańczowa. Animację stworzył Tomasz Bagiński, muzykę skomponował Michał Lorenc. Oprawa muzyczna została nagrana przez orkiestrę Filharmonii Narodowej. |
| 16 października 2006 - 2 listopada 2008    | Kompozycja z panoramą Warszawy w niebieskich barwach z napisami przesuwającymi. Na koniec srebrny napis "Panorama" i pod napisem jest nazwa pory dnia. Muzyka z czołówki 2005-2006. |
| 3 listopada 2008 - 28 lutego 2010          | Pomarańczowa kula ziemska na białym tle pojawiająca się kilka razy, którą owija za każdym razem pomarańczowa taśma. Na koniec widnieje napis "Panorama". Animację stworzyła firma Mojotribe, muzykę skomponował Piotr Majchrzak. Od 22 czerwca 2009 po pojawieniu się małego napisu "Panorama" z lewej strony, obok kula ziemska nadal pozostaje na ekranie, dodatkowo wykorzystano nieco zmodernizowaną wersję oprawy dźwiękowej przygotowanej przez Michała Lorenca w 2005. Muzyka z czołówek 2005-2006 i 2006-2008 (22 czerwca 2009 - 28 lutego 2010).      |
| od 1 marca 2010                            | Najpierw pojawia się mapa Europy, potem mapa Ameryki Północnej, następnie mapa Azji w kolorze pomarańczowo-żółtym, tło niebieskie. Na koniec w pomarańczowo-żółtym kwadracie widoczna jest kula ziemska i napis "Panorama". Muzyka z czołówek 2005-2006, 2006-2008 i 2009-2010. W latach 2016–2023 w głównym wydaniu lektor mówił: Za chwilę ''Panorama'', którą poprowadzi dla Państwa - imię i nazwisko osoby prowadzącej dane wydanie programu. Od 20 listopada 2023 czołówka pojawia się ze zmodyfikowanym logo programu oraz nieco zmienioną kolorystyką. |

## Studia
| Lata                                       | Opis |
| ------------------------------------------ | --- |
| 2 września 1991 - 7 marca 1993             | Blue box. Za prezenterem widoczne zdjęcie newsroomu. Napisy zapowiadające materiały z lewej strony, obok prezentera. W późniejszej wersji obok prezentera u dołu ekranu napis Panorama (zamiast "O" kula ziemska, która się obraca; była też wersja statyczna - kula nie obracała się). |
| 8 marca 1993 - 19 stycznia 1997            | Za prezenterem widoczna podłoga złożona z niebieskich świetlówek i szare ściany. Nad ich głowami widniała "chmura", niewidziana podczas normalnego kadrowania. Wydania główne (nadawano je ze studia już od 14 września 1992), poranne, popołudniowe i nocne nadawano ze studia (od 8 marca 1993 do 11 kwietnia 1993), a później z newsroomu (od 12 kwietnia 1993 do 4 września 1994) i ponownie ze studia (od 5 września 1994). |
| 20 stycznia 1997 - 30 kwietnia 2002        | Studio utrzymane w kolorystyce niebieskiej. Za prezenterem widoczna mapa świata poprzecinana wąskimi srebrnymi pasami. 6 maja 1997 przód stołu prezenterskiego przykryto szarym pasem, w 1998 roku rozjaśniono tło, natomiast w 1999 roku mapę świata uzupełniono o zarys gór i Australię, a także przyciemniono nieco tło (od września 2000). Dodano także szklaną płytę poprzecinaną szarymi pasami. |
| 1 maja 2002 - 2 października 2005          | Scenografię tworzą powieszone "ścianki" (z kulą ziemską, kreskami, mapą Europy, itd.). Na jednej z nich znajduje się monitor. W środku stoi stół prezenterski, z przezroczystym blatem. Pod koniec grudnia 2004 nieco zmodyfikowano studio - przeniesiono monitor, za prezenterem ustawiono duży ekran wyświetlający obracającą się kulę ziemską i przestawiono "ścianki". We wrześniu część scenografii przeniesiono do newsroomu. |
| 3 października 2005 - 15 października 2006 | Duże studio utrzymane w kolorystyce pomarańczowej. Za prezenterem ekrany wyświetlały niewyraźne zarysy kuli ziemskiej lub fragmenty reportaży. Po prawej i lewej stronie scenografii były ustawione 4 ekrany (3 po lewej, 1 po prawej, z przedniego prowadzono "Sport Telegram" i prognozę pogody). W lutym 2006 zmieniono loty kamerowe, widoczna była tylko część studia. Od 14 października 2006 Panoramę nadawano z blueboxa. |
| 16 października 2006 - 2 listopada 2008    | Kolorystyka niebieska. Za prezenterem widoczna panorama Warszawy. Z prawej strony prezentera znajdował się ekran (widoczny tylko na początku programu), wykorzystywany był przy nocnych przeglądach prasy i prognozach pogody. Zarówno ściany, będące obudowaniem ekranów, jak i stół prezenterski, były wykończone drewnem. Od października 2008 Panoramę nadawano z newsroomu. |
| 3 listopada 2008 - 19 listopada 2023       | Nowoczesne studio w kolorystyce srebrnej i pomarańczowej. Na początku i na końcu wydania widoczna szyba, na której są wyświetlane fragmenty czołówki. Za prezenterem widoczne obrazy. Scenografię zaprojektowała Magdalena Kujszczyk. 6 grudnia 2017 dokonano zmiany tła: za prezenterem granatowa mapa świata na nieco ciemniejszym tle z napisem ''Panorama'', z lewej strony ekranu są wyświetlane zdjęcia do omawianego tematu. Od 16 marca 2020 do 19 listopada 2023 Panorama była nadawana ze studia Wiadomości TVP1 (było to związane z remontem studia). |
| 10 stycznia - 29 września 2024             | Studio dotychczas wykorzystywane przez TVP World. Za prezenterem widać pomarańczową planetę z logo programu. Od 30 września w tym studiu wyświetlana jest wyłącznie bocznego wydania Panoramy o godzinie 18:00 (w tym studiu używane są również programy 14.30, Teleexpress i Polonia 24. Tygodnik). |
| od 30 września 2024                        | Nowe studio TVP Info przy ulicy Woronicza. Plansza programu za prezenterem pozostała bez zmian. |

## Panorama Dnia
Zobacz też: Panorama Info.
Od 1 września 2013 do 2 maja 2016 roku w TVP Info emitowany był program informacyjny pod nazwą Panorama Dnia (później Panorama Info). Do 31 marca 2014 roku był prowadzony przez prezenterki dwójkowej Panoramy: Hannę Lis, Joannę Racewicz i Martę Kielczyk albo Iwonę Radziszewską. Nazwa i pora emisji nawiązywały do głównego wydania Panoramy, emitowanego przed laty wieczorem w TVP2.

## Echa Panoramy
Do 28 sierpnia 2010 roku nadawany był również program Echa Panoramy, który był stworzony specjalnie dla osób niesłyszących (tłumaczony na język migowy). Stanowił on podsumowanie wydarzeń tygodnia, zbiór najciekawszych materiałów przygotowanych przez zespół Panoramy. W programie nie brakowało również informacji dla osób niepełnosprawnych. Echa Panoramy nadawane były w sobotę w godzinach porannych (powtórka tego samego dnia ok. 8:00 w TVP Polonia). Ostatnio program prowadzili na zmianę Maciej Winiarski i Olimpia Górska-Żukowska.